# Charm-kvark
Charm-kvark er den tredje tungeste kvark. Den har en masse imellem 1,2 og 1,3 GeV/c2 og en ladning på + 2/3 e. J/Ψ mesonen består af en charm-kvark og en anti-charm-kvark, charm-kvarkens antipartikel. J/Ψ mesonen blev fundet i 1974 på Brookhaven National Laboratory og på Stanford Linear Accelerator Centre og fundet beviste dermed eksistensen af charm-kvarken.